# قسم رودبار الريفي (مقاطعة دامغان)
قسم رودبار الريفي (بالفارسية: دهستان رودبار) هي قسم تقع في إيران في قسم. يقدر عدد سكانها بـ 4,536 نسمة .